# Syzygium leptophlebium
Syzygium leptophlebium är en myrtenväxtart som beskrevs av Friedrich Ludwig Diels. Syzygium leptophlebium ingår i släktet Syzygium och familjen myrtenväxter. Inga underarter finns listade i Catalogue of Life.